# Glattfelden
Glattfelden est une commune suisse du canton de Zurich.

Photo aérienne prise à 100 m par Walter Mittelholzer (1919).